# Paragomphus pumilio
Paragomphus pumilio é uma espécie de libelinha da família Gomphidae.
Pode ser encontrada nos seguintes países: Egipto, Etiópia, Quénia e Sudão.
Os seus habitats naturais são: savanas áridas, rios, lagos de água doce e desertos quentes.